# Suzanne Frölén
Ulla Suzanne Frölén, född 23 maj 1967, är en svensk sångerska. Hon deltog som 17-åring i den svenska Melodifestivalen 1985 med melodin Vänner, som missade slutomröstningen.

## Diskografi

### Singlar
| Titel                                                         | Utgivningsår | Källor |
| ------------------------------------------------------------- | ------------ | ------ |
| "Bara han" ("Only He")/"Nå'n försa' sig" ("Careless Whisper") | 1984         | [ 2 ]  |

### Fotnoter
1. ↑  ”Melodifestivalen 1985”. Sveriges Radio. 20 januari 2006. https://sverigesradio.se/sida/artikel.aspx?programid=2521&artikel=778717. Läst 21 februari 2020.
2. ↑  ”Bara han”. Svensk mediedatabas. 28 maj 1984. https://smdb.kb.se/catalog/id/001883622. Läst 21 februari 2020.